# Enrique Esquivel
Enrique Esquivel (* in Mexiko; † ebenda), besser bekannt als „La Matona“ (der Raufbold), war ein mexikanischer Fußballspieler, der zur Stammformation der ersten Fußballnationalmannschaft Mexikos gehörte, die 1923 sechs Freundschaftsspiele gegen den südlichen Nachbarn Guatemala absolvierte. Esquivel wirkte in allen sechs Begegnungen mit und spielte dabei stets auf der Position im rechten defensiven Mittelfeld.
Über seine Vereinskarriere ist lediglich bekannt, dass er 1916 zum Pachuca AC stieß, mit dem er 1918 und 1920 die mexikanische Meisterschaft gewann. Anschließend wechselte er, zusammen mit seinem Mannschaftskameraden Horacio Ortiz, in die Hauptstadt zum Club América, mit dem er die Meisterschaften der Jahre 1925, 1926 und 1927 gewann.